# Ormondville
Ormondville est une localité de la région de Hawke's Bay de l’île du Nord de la Nouvelle-Zélande,
située au sud de la ville de Waipukurau et à l’ouest de la ville de  Flemington (Canterbury, Nouvelle-Zélande), dans la région de Manawatu-Wanganui de Île du Nord .

## Démographie

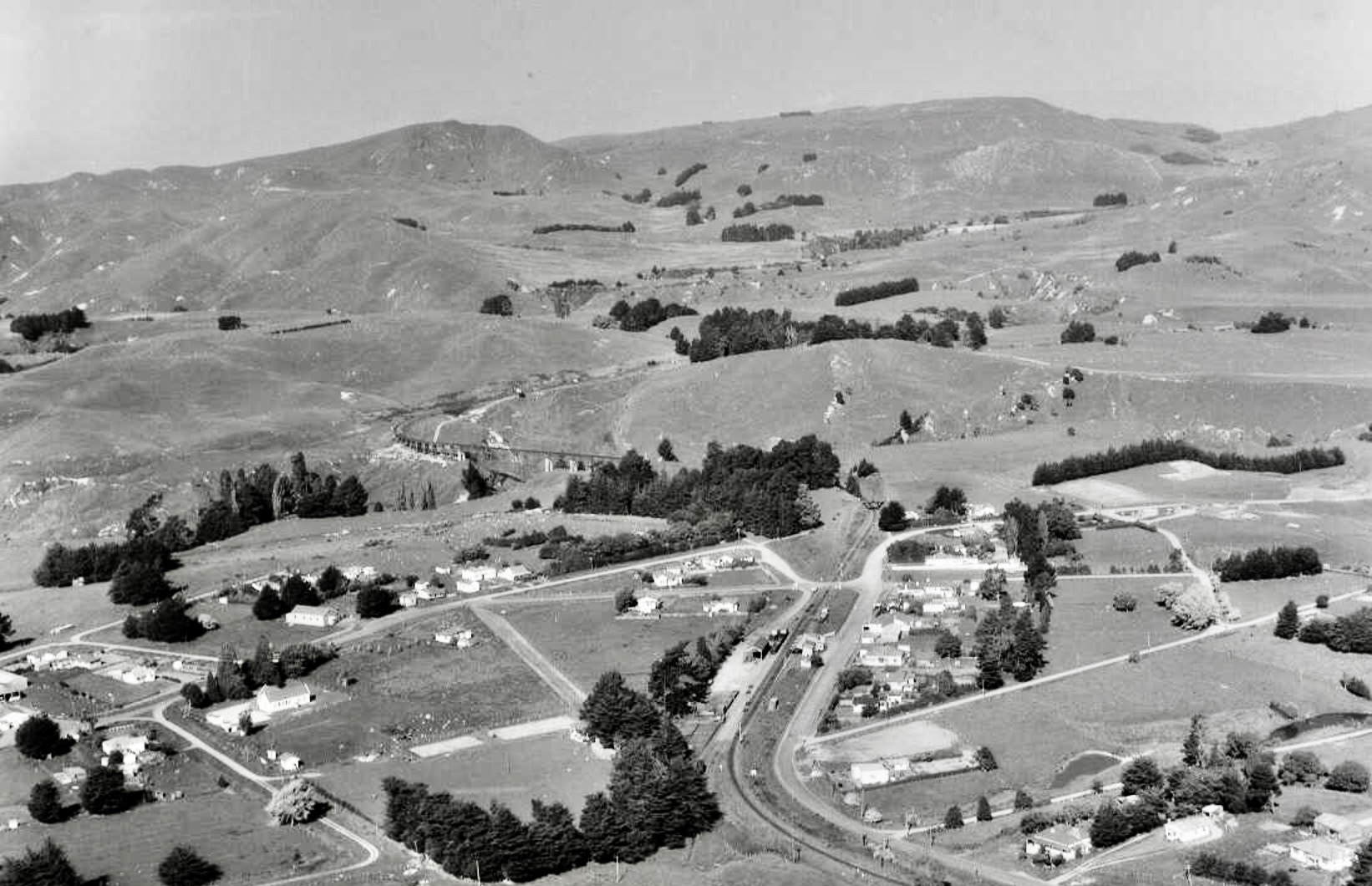
Ormondville en 1958

Ormondville est défini par 2018 New Zealand census pour être un établissement rural qui couvre 0,29 km2 (0,11 mille carré). Le village est comptabilisé dans le recensement de la zone statistique de Norsewood, qui couvre 397,35 km2 (153,42 milles carrés).
Ormondville était autrefois beaucoup plus peuplée; en 1901, la population s'élevait à 459 habitants .
La population d'Ormondville comptait 69 habitants lors du recensement de 2018, soit une augmentation de 6 personnes (9,5%) depuis le recensement de 2013, et une diminution de 6 personnes (-8,%) depuis le recensement de 2006. Il était dénombré 33 hommes et 36 femmes, soit un sex-ratio de 0,92 homme/femme. Les ethnies se répartissaient pour 63 personnes (91,3 %) d'Européens/Pākehā et pour 12 (17,4 %) de Maoris (les totaux totalisent plus de 100 % puisque les gens pouvaient s'identifier dans plusieurs groupes ethniques).
Globalement l'ensemble de la population compte 12 enfants (17,4 %) âgés de moins de 15 ans, 3 adolescents (4,3 %) entre 15 ans et  29 ans, 42 adultes (60,9 %) entre 30 ans et 64 ans et 9 seniors (13,0 %) de plus de 65 ans.

## Lieux et monuments

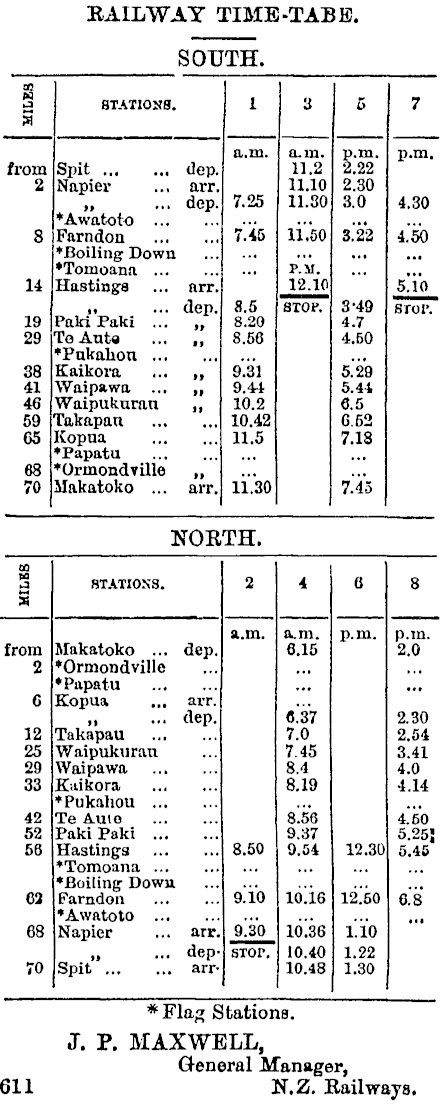
En 1882, les trains sont signalés à Ormondville, mais pas à Kopua

### La gare d'Ormondville
Ormondville est équipée d'une station de chemin de fer. La gare est située sur la ligne Palmerston North–Gisborne Line (en), elle fut ouverte le 9 août 1880. Fermée aux marchandises le 31 août 1985, le dernier train régulier de voyageurs fut le Bay Express le 7 octobre 2001. La gare, le hangar à marchandises et les voies de dégagement sont protégés et classés, sur une liste de catégorie 2, depuis le 7 avril 1983. Depuis 1986, la voie est entretenue par le Groupe de préservation ferroviaire d'Ormondville Inc créé en 1986 pour sauver le quartier de la gare d'Ormondville après sa fermeture. Ormondville Rail Preservation Group offre des lits pour les touristes

### Viaduc d'Ormondville

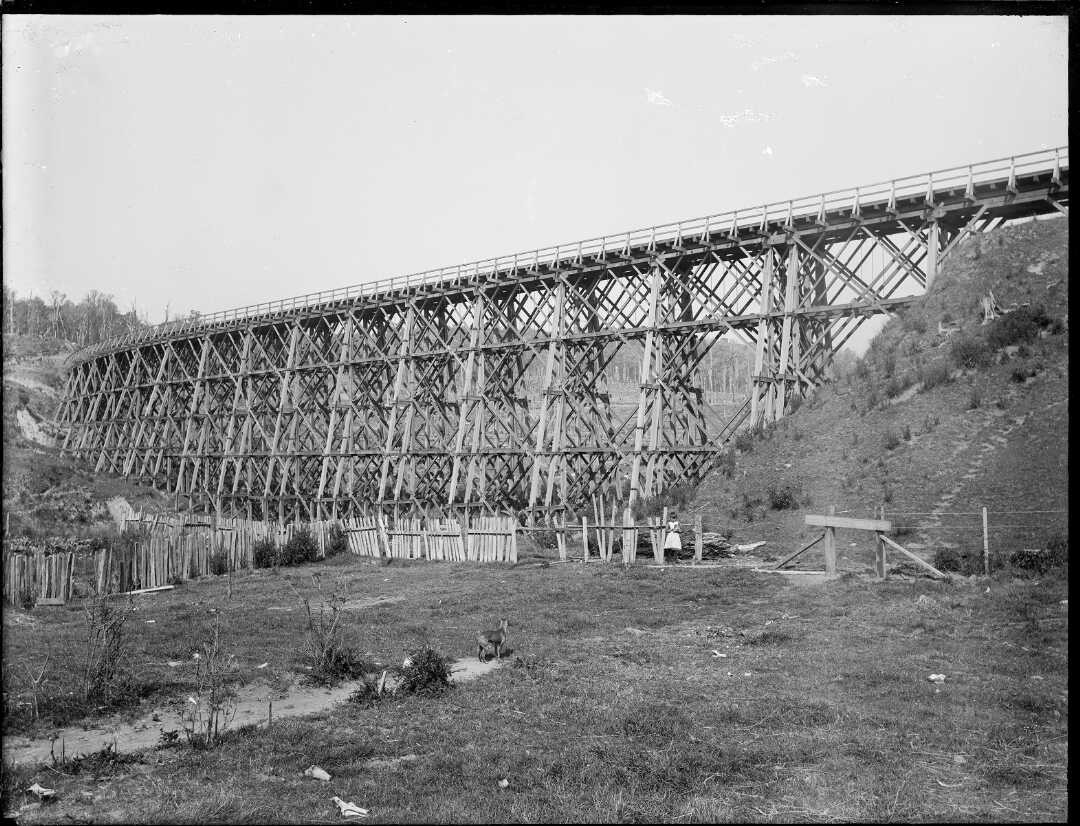
Viaduc d'Ormondville vers 1880

Le viaduc d'Ormondville comporte 156 arches mesure 281 m de long et s'élève à 39 m au-dessus du ruisseau Mangarangiora, qui se situe à proximité de Patoka Stream et au sud-ouest de Glenshee Stream. Il fut construit entre 1878 et 1880 par Proudfoot et Angus Mackay. L'ouvrage est classé sur la liste des monuments architecturaux de la région de Manawatu-Wanganui.

## Galerie photos

Bâtiment d’Ormondville
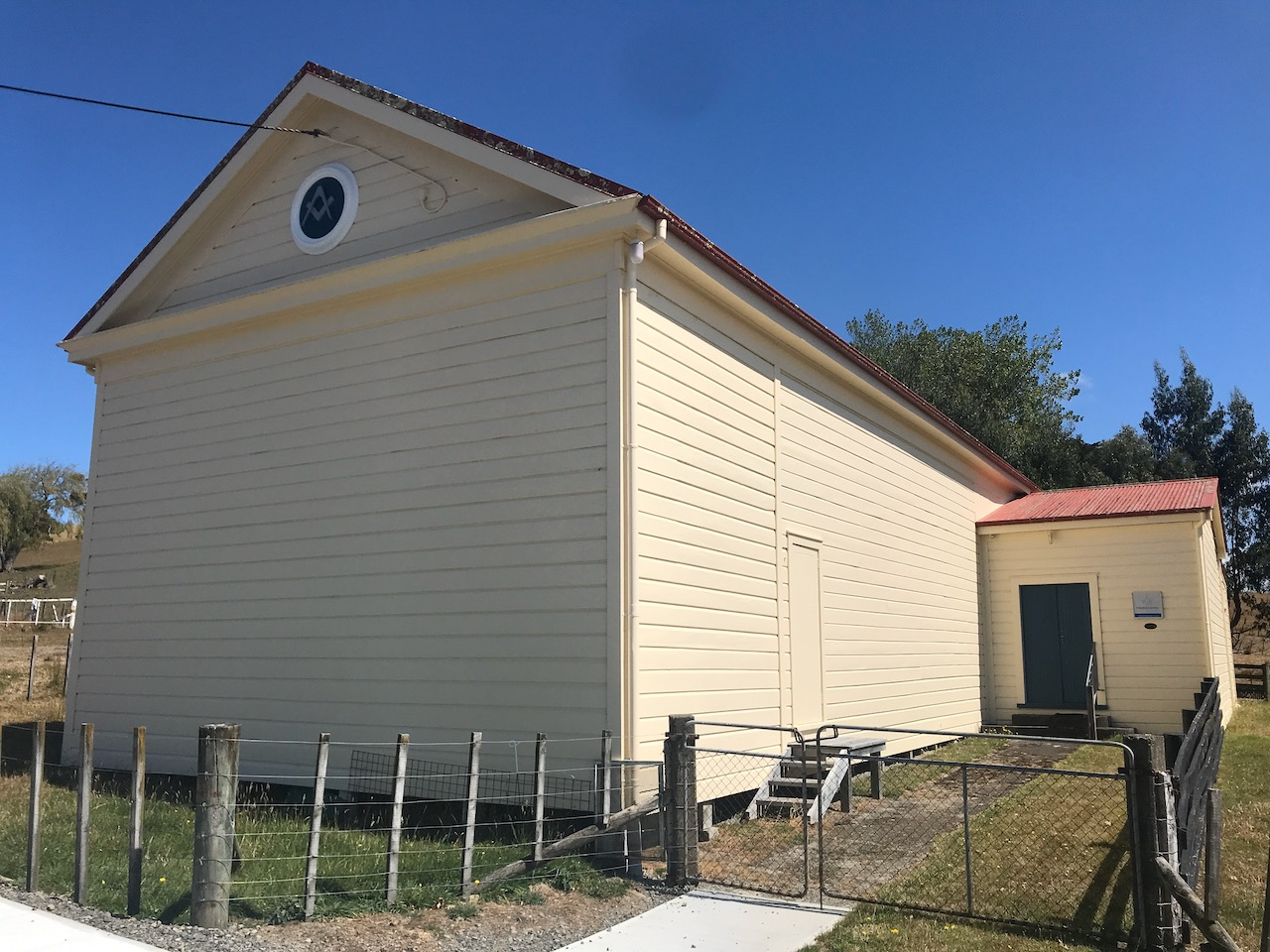
La loge maçonnique d’Ormondville
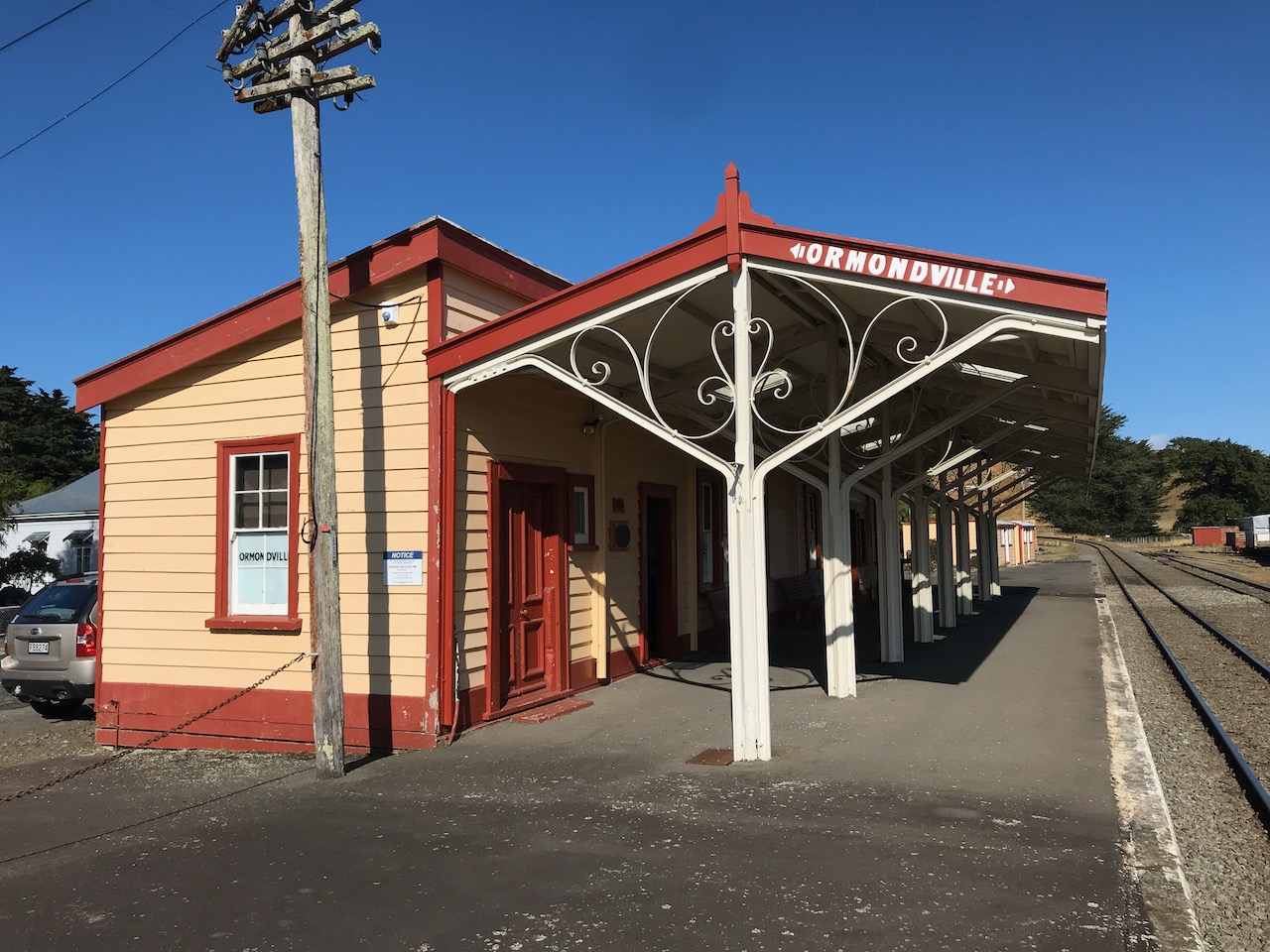
Gare de chemin de fer d’ormondville
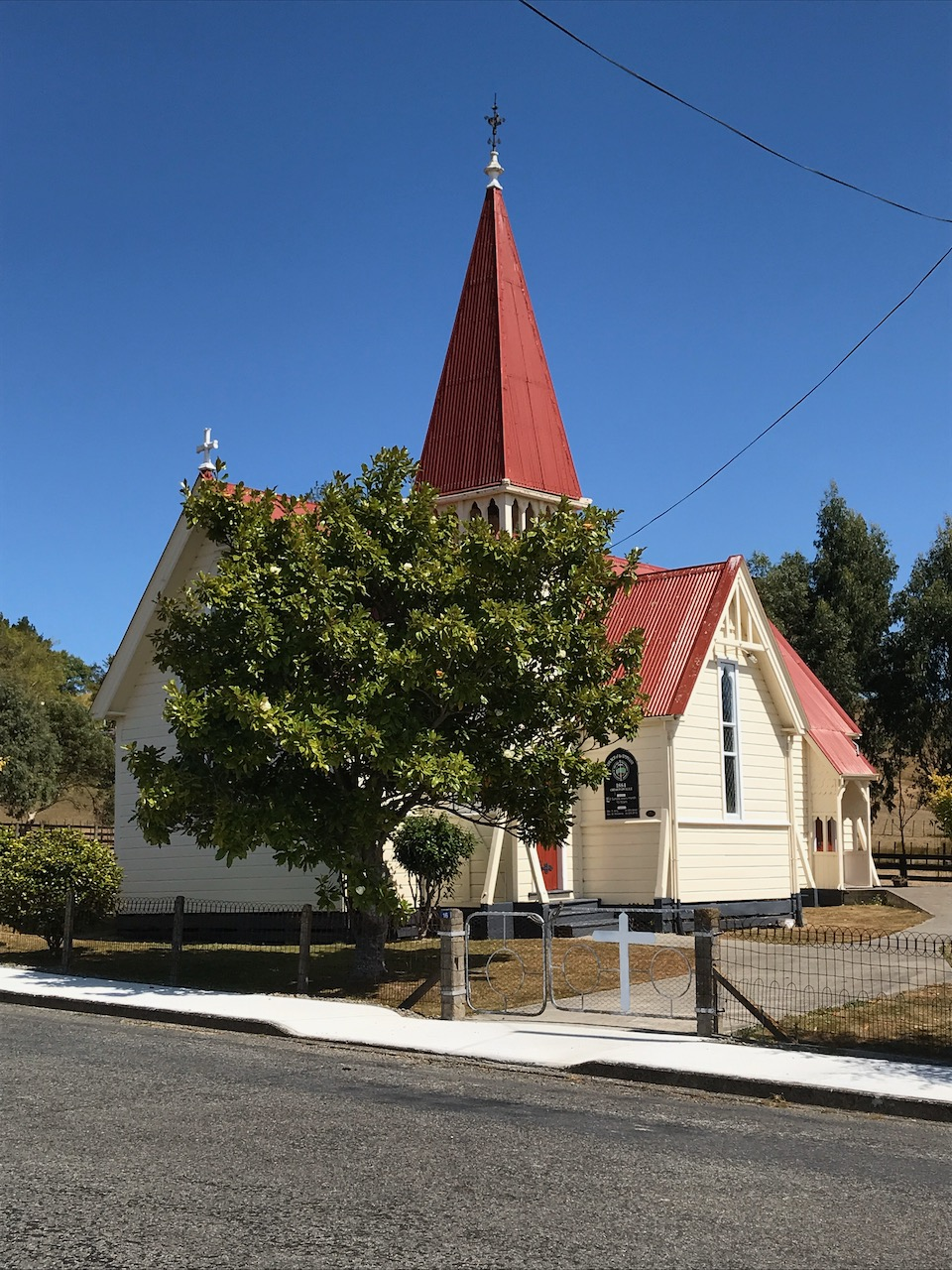
Église anglicane de l’Épiphanie